# Slav Canal Internațional
Slav Canal Internațional (în ucraineană Міжнародний Слов'янський Канал, în rusă Международный Славянский Канал) este un canal de televiziune ucrainean, lansat pe 14 decembrie 1994.